# Hilinaa Tafuo
Hilinaa Tafuo is een bestuurslaag in het regentschap Nias van de provincie Noord-Sumatra, Indonesië. Hilinaa Tafuo telt 1659 inwoners (volkstelling 2010).